# 대기행렬이론

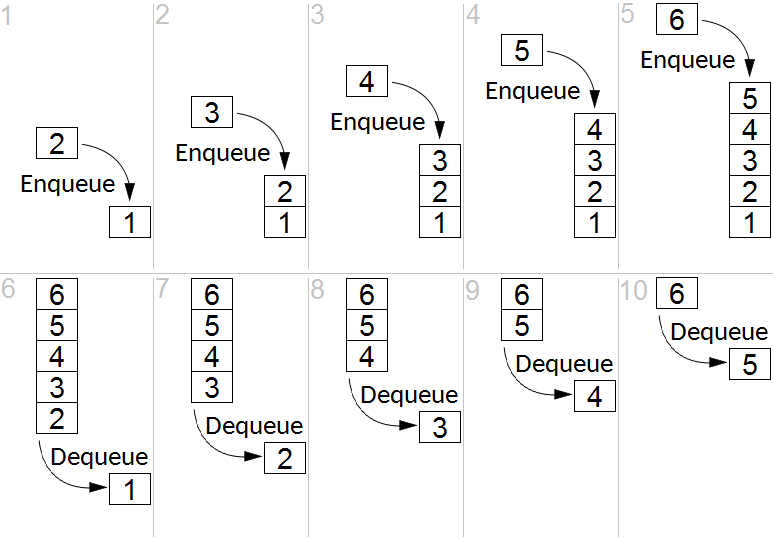
FIFO 큐 예제.

대기행렬이론(待機行列理論, 영어: queueing theory)은 대기행렬(queue, waiting line)을 수학적으로 다루는 이론이다. 이 이론은 대기행렬에 도착하는 것과 대기하는 것 그리고 서비스되는 일련의 프로세스들에 대한 수학적, 확률적 분석을 가능하게 한다. 시스템의 평균 대기시간, 대기행렬의 추정, 서비스의 예측 등을 현재 상태를 기반으로 한 시스템의 확률을 기반으로 하여 성능을 측정하는 유용한 도구이다. 대기행렬이론은 경영관리, 산업공학, 통신 네트워크의 성능분석 및 설계(패킷스케줄링 정책, 자원관리)등 여러 분야에서 강력한 도구이다.
이 이론은 서비스 공급에 얼만큼의 리소스를 투입하느냐는 비즈니스적인 결정을 내리는 데 사용되었기 때문에 일반적으로 운용 과학의 한 분야로 생각되고 있다. 그러나 이 이론은 경영관리와 함께 산업 전반, 공공 서비스, 엔지니어링 등 여러 분야에 걸쳐 폭넓게 적용이 가능하다. 종종 교통 시스템이나 통신 네트워크의 설계 및 분석과 같은 분야에서 많이 사용되며 최근에는 콜센터를 분석하는 데 응용되고 있다. 이 이론은 직접적으로 지능형 교통 시스템, 콜 센터, PABX, 네트워크, 서버 큐잉, 통신 시스템, 교통 흐름 등의 분야에서 사용된다.
통신망을 모델링하고 분석하는 방법에는 게임 이론, 그래프 이론 등의 수학적인 도구가 사용되기도 한다.

## 경영학
생산활동에서 필요 불가결한 노동자·자재 또는 기계가 다음 작업을 위하여 기다리는 경우는 항상 있게 된다. 생산활동 또는 용역(service)을 제공하는 데 있어 차례를 기다린다는 것은 작업자간 또는 공정(工程)간에 균형을 이루게 한다는 점에서 대단히 중요한 반면, 기다리는 시간은 어느 면에서 보면 완전히 낭비적인 요소라 할 수 있다. 이와 같이 노동자, 기계 또는 자재의 대기시간을 최소화하고 동시에 유휴시간을 최소로 줄이기 위하여 개발된 것이 대기이론이다.
대기이론은 기다리는 비용과 서비스하는 비용과의 균형을 조화시키기 위한 구체적인 시스템을 근간으로 한다. 생산활동의 3요소인 노동자·기계 및 자재의 유휴시간을 최소화시켜 생산비를 절감시키는 것은 생산활동에서의 주요 목표이다.
예를 들면 공장내에 몇 개의 기계를 설비해야만 이 서비스 시간과 대기시간을 최소화시킬 수 있는가, 정비공의 수는 몇 명 확보해야 기계 정비를 가장 빠르게 그리고 정비공의 유휴시간이 최소화되는가, 광산에서 원광을 실어 나르는 트럭은 몇 대를 움직여야만 하는가, 항구의 독 숫자는 몇 개로 해야 하는가 등의 문제로서 응용 범위는 상당히 광범위하다.

## 같이 보기
- 해석적 모델링 (Analytic Modeling)
- 성능 분석 (Performance Analysis)
- 통신망 시뮬레이션 (Network Simulation)